# Уайт, Сирил Тенисон
Си́рил Те́нисон Уайт (англ. Cyril Tenison White, 17 августа 1890 — 16 августа 1950) — австралийский ботаник.

## Биография
Сирил Тенисон Уайт родился в Брисбене 17 августа 1890 года. Он был сыном Генри Уайта, меркантильного маклера, и его жены Луизы, урождённой Бейли.
Сирил Тенисон получил образование в South Brisbane State School перед тем, как его назначили в 1905 году учеником-ассистентом колониального ботаника Квинсленда. 
В 1918—1950 годах Уайт был правительственным ботаником Квинсленда. 
В 1922 году он опубликовал свою книгу «An Elementary Textbook of Australian Forest Botany», а в 1938 году — «Principles of botany for Queensland farmers». Уайт внёс значительный вклад в ботанику, описав множество видов растений.
Сирил Тенисон Уайт умер от болезни сердца в своем доме в Кенгуру-Пойнт, Брисбен, 16 августа 1950 года и был кремирован..

## Научная деятельность
Сирил Тенисон Уайт специализировался на папоротниковидных и на семенных растениях.

## Публикации
- An Elementary Textbook of Australian Forest Botany (1922)[2].
- Principles of botany for Queensland farmers (1938)[2][3].